# Made in the Dark
Made In The Dark é o terceiro álbum de estúdio do grupo de synthpop britânico Hot Chip.

## Faixas
1. "Out at the Pictures" – 4:26
2. "Shake a Fist" – 5:11
3. "Ready for the Floor" – 3:52
4. "Bendable Poseable" – 3:46
5. "We're Looking for a Lot of Love" – 4:43
6. "Touch Too Much" – 4:05
7. "Made in the Dark" – 3:00
8. "One Pure Thought" – 4:53
9. "Hold On" – 6:20
10. "Wrestlers" – 3:45
11. "Don't Dance" – 4:42
12. "Whistle for Will" – 2:23
13. "In the Privacy of Our Love" – 2:52

### Faixas Bônus
1. "So Deep" – 2:34 (iTunes bônus)
2. "With Each New Day" – 2:58 (iTunes bônus)
3. "Bubbles They Bounce" – 5:52 (iTunes bônus)